# Marco Gervasio
Marco Gervasio (Roma, 4 settembre 1967) è un fumettista italiano.

## Biografia
Laureato in Economia e Commercio all'Università Sapienza di Roma, frequenta la Scuola Romana dei Fumetti (dove poi diverrà anche insegnante) e, nel 1996, conosce il maestro Giovan Battista Carpi che apprezza i suoi disegni e lo introduce all'Accademia Disney, dove si diploma nel giugno 1997 e, stesso anno, pubblica la sua prima storia Disney su Topolino iniziando una  collaborazione assidua con la Disney Italia producendo numerose storie sia come disegnatore che come sceneggiatore per diverse testate Disney come PK - Paperinik New Adventures, PK² e PK - Pikappa.
Il suo stile risente sia dell'influsso del suo maestro, Carpi, sia del disegnatore veneziano Giorgio Cavazzano. Realizza la copertina di Topolino con Papertotti, l'alter ego a fumetti di Francesco Totti, con cui poi realizzerà anche una storia. La sua prima opera come autore completo è del 2002con il personaggio di Paperinik che riporta alle atmosfere dell'esordio del personaggio negli anni settanta con storie come Paperinik e il tesoro di Dolly Paprika.
Oltre a copertine per il settimanale Topolino, realizza anche le copertine del mensile Paperinik Cult e del trimestrale Tesori Disney.
Nel 2009 ha collaborato con la Emmi Italia spa per rilanciare i formaggini Tigre, creando i personaggi dei Tigrotti.
Realizza la copertina per il supplemento Il Venerdì, del quotidiano La Repubblica, uscito il 23 aprile 2010.
Su Disney Anni d'Oro n.11 del novembre 2010 viene pubblicata una intervista all'autore a cura di Luca Boschi con varie illustrazioni e foto.
Nel 2012, sempre per Topolino, realizza sia i testi che i disegni della nuova serie "Le strabilianti imprese di Fantomius ladro gentiluomo", in cui l'autore racconta le avventure dell'antesignano di Paperinik nella sua epoca, gli anni venti, in compagnia della sua fidanzata e complice Dolly Paprika e dell'amico inventore Copernico Pitagorico. Il 15 ottobre 2014 è uscito un primo volume dedicato al personaggio col nome "Fantomius Definitive Collection".
Nel giugno 2013 scrive e disegna su Topolino "The Top Ranger", la parodia del film Disney "The Lone Ranger" uscito nel mese di luglio dello stesso anno, con Pippo nella parte che è di Johnny Depp.
Da agosto 2013 collabora come sceneggiatore e disegnatore con la società finlandese Rovio Entertainment, realizzando storie a fumetti per la serie Angry Birds Comics, pubblicata in Europa ed in America.
Dal 2015 collabora con IDW Publishing realizzando copertine per gli albi Disney statunitensi Uncle Scrooge, Donald Duck e Walt Disney's Comics and Stories.
Dal 2017 collabora anche con la casa editrice americana Random House, per cui ha illustrato un volume della serie Disney Junior: Mickey and the Roadster Racers.
A luglio 2021 la serie "le strabilianti imprese di Fantomius-ladro gentiluomo-" viene pubblicata in Francia in prestigiosi volumi dalla casa editrice Unique Heritage Entertainment, per cui l'autore realizza anche le cover.
Dal 2019 ha preso in mano il personaggio di Paperinik, realizzando un ciclo di storie, ancora in corso sul Topolino, che lo riportano al suo ruolo originale di diabolico vendicatore, pubblicate in volume a partire dal luglio 2021. 
Nel 2020 esordisce su Topolino la serie Paperbridge, un teen drama ambientato in un College inglese dei primi del 900, con protagonista il giovane Fantomius, di cui l'autore cura i testi, disegni e colori. La serie ottiene un grande successo in Italia e Francia e nel 2021 ne viene pubblicata una seconda stagione e annunciata una terza.
Nel 2021 torna a scrivere su Topolino una storia con i Topi dopo quasi otto anni, dal titolo "La ciurma del Sole Nero", inizialmente disegnata dal giovane Cristian Canfailla, per tornare alle matite di Gervasio stesso .
Nel 2023 porta "in scena" su Topolino la famosa commedia musicale "Rugantino" con il personaggio di Paperugantino, ispirato alla nota maschera del Carnevale Romano.

## Riconoscimenti
- È del 2004 la prima mostra con suoi disegni, "Farnesiade", tenuta ad Ortona nel palazzo Farnese.[18]
- Nell'agosto 2008 una sua mostra personale viene allestita a Francavilla al Mare nel Museo Michetti.[19]
- Nel 2017 viene premiato in Portogallo nella 2.ª edizione dei Prémios BD Disney nelle categorie Melhor Banda Desenhada, Melhor Desenho e Melhor Série de Banda Desenhada (“Fantomius”).
- Nell'ottobre 2018 ha vinto il Romics d'Oro come maestro del fumetto, nella XXIV edizione di Romics. In quella occasione è stata organizzata una mostra con le sue opere originali.